# Tiera Skovbye
Tiera Skovbye (Vancouver, 6 maggio 1995) è un'attrice canadese.
È nota per aver recitato nelle serie The Unauthorized Saved by the Bell Story, C'era una volta e Riverdale.

## Biografia
Ha una sorella più piccola, Ali, anche lei attrice (che ha recitato in C'era una volta prima della sorella, nel ruolo di Grace, figlia del Cappellaio Matto). Ebbe il suo primo ruolo importante nel 2007 nella serie tv Painkiller Jane.
Ha poi interpretato Elizabeth Berkley in The Unauthorized Saved by the Bell Story. Dal 2017 interpreta il ruolo di Polly Cooper nella serie tv Riverdale. Nello stesso anno entra a far parte del cast di C'era una volta interpretando il ruolo di Robin, figlia di Zelena e Robin Hood.Dal 2020 interpreta Grace Knight nella serie "Nurses - Nel cuore dell'emergenza".

## Filmografia

### Cinema
- 24/7, regia di Kelly-Ruth Mercier – cortometraggio (2005)
- The Lottery, regia di Matt Drake e Matt McInnis – cortometraggio (2008)
- The Unvarnished Boy, regia di Matt Drake e Matt McInnis – cortometraggio (2010)
- Girl in Progress, regia di Patricia Riggen (2012)
- Feint, regia di Alice Deegan – cortometraggio (2013)
- Rocketship Misfits, regia di Matt McInnis – cortometraggio (2013)
- Even Lambs Have Teeth, regia di Terry Miles (2015)
- Oasis, regia di Aidan Kahn – cortometraggio (2016)
- Prodigals, regia di Michelle Ouellet (2017)
- Summer of 84, regia di François Simard, Anouk Whissell e Yoann-Karl Whissell (2018)
- Una stagione da ricordare (The Miracle Season), regia di Sean McNamara (2018)
- Il sole a mezzanotte - Midnight Sun (Midnight Sun), regia di Scott Speer (2018)
- Downloaded, regia di Ollie Rankin – cortometraggio (2019)
- 2 Hearts - Intreccio di destini (2 Hearts), regia di Lance Hool (2020)

### Televisione
- Painkiller Jane – serie TV, episodi 1x01-1x06-1x18 (2007)
- Kaya – serie TV, episodio 1x06 (2007)
- Supernatural – serie TV, episodi 3x15-9x08 (2008, 2013)
- The Troop – serie TV, episodio 1x23 (2010)
- Il gioco dell'inganno (Dead Lines), regia di Louis Bélanger – film TV (2010)
- R. L. Stine's The Haunting Hour – serie TV, episodi 1x04-2x17-3x22 (2010-2013)
- Three Weeks, Three Kids, regia di Mark Jean – film TV (2011)
- Wishing Well, regia di Sean Reycraft – film TV (2011)
- Wingin' It – serie TV, episodio 3x03 (2012)
- Una storia di Natale 2 (A Christmas Story 2), regia di Brian Levant – film TV (2012)
- Forever 16, regia di George Mendeluk – film TV (2013)
- Spooksville – serie TV, episodio 1x09 (2013)
- Blink, regia di Vera Herbert – film TV (2013)
- Dietro le quinte (The Unauthorized Saved by the Bell Story), regia di Jason Lapeyre – film TV (2014)
- Christmas Tail, regia di Elias Underhill – film TV (2014)
- Natastrofe (Christmas Icetastrophe), regia di Jonathan Winfrey – film TV (2014)
- Sugarbabies (Sugar Babies), regia di Monika Mitchell – film TV (2015)
- Vampiro per caso (Liar, Liar, Vampire), regia di Vince Marcello – film TV (2015)
- Arrow – serie TV, episodio 4x02 (2015)
- Minority Report – serie TV, episodio 1x08 (2015)
- Mark & Russell's Wild Ride, regia di Jonathan A. Rosenbaum – film TV (2015)
- La rovina di mia figlia (My Daughter's Disgrace), regia di Monika Mitchell – film TV (2016)
- Dead of Summer – serie TV, episodio 1x06 (2016)
- La fabbrica dei biscotti (Christmas Cookies), regia di James Head – film TV (2016)
- Doppia personalità - Murderer Upstairs (Secrets of My Stepdaughter), regia di Jem Garrard – film TV (2017)
- Incubo biondo (One Small Indiscretion), regia di Lauro David Chartrand-DelValle – film TV (2017)
- C'era una volta (Once Upon a Time) – serie TV, 10 episodi (2017-2018)
- Riverdale – serie TV, 26 episodi (2017-2023)
- Nurses - Nel cuore dell'emergenza (Nurses) – serie TV, 20 episodi (2020-2021)
- Dirty John – serie TV, episodi 2x02-2x03-2x08 (2020)

## Riconoscimenti
- Leo Awards
  - 2018 – Candidatura come migliore interpretazione femminile in una serie drammatica per l'episodio Capitolo otto: "I ragazzi della 56ª strada" in Riverdale[2]
  - 2018 – Candidatura come migliore interpretazione femminile in un film televisivo per Secrets Of My Stepdaughter[2]

- Young Artist Award
  - 2014 – Candidatura come giovane attrice guest star di anni 17-21 in Spooksville'[3]
  - 2015 – Candidatura come giovane attrice protagonista in Dietro le quinte[4]

- Whistler Film Festival
  - 2017 – Stella da tenere d'occhio per Prodigals

## Doppiatrici italiane
Nelle versioni in italiano delle opere in cui ha recitato, Tiera Skovbye è stata doppiata da:
- Eleonora Reti in Vampiro per caso, Incubo biondo
- Valentina Favazza in Riverdale (st.1- ep.3x02)
- Emanuela Damasio in Riverdale (ep.3x09-)
- Irene Trotta in C'era una volta
- Jessica Bologna in Un killer nascosto in casa
- Roberta Maraini in Nurses - Nel cuore dell'emergenza